# Claus Nissen
Claus Nissen (født 28. juli 1938 i Nykøbing Falster, død 29. april 2008) var en dansk skuespiller. Han debuterede i Studenterforeningen i 1963 og medvirkede fra starten af karrieren i adskillige revyer af blandt andet Jesper Jensen, Klaus Rifbjerg og Erik Knudsen.

## Filmografi

### Spillefilm
- Hvad med os? (1963)
- Mennesker mødes og sød musik opstår i hjertet (1967)
- Helle for Lykke (1969)
- Klabautermanden (1969)
- Smil Emil (1969)
- Oktoberdage (1970)
- Forbryderisk elskov (1970)
- Ska' vi lege skjul? (1970)
- Præsten i Vejlby (1972)
- Rapportpigen (1974)
- Sønnen fra Vingården (1975)
- Bejleren - en jysk røverhistorie (1975)
- Hjerter er trumf (1976)
- Blind makker (1976)
- Den dobbelte mand (1976)
- Olsen-banden ser rødt (1976) — chefpsykolog
- Piger til søs (1977)
- Fængslende feriedage (1978)
- Olsen-banden går i krig (1978)
- Lille Virgil og Orla Frøsnapper (1980)
- Slingrevalsen (1981)
- Jeppe på bjerget (1981)
- Forræderne (1983)
- Take It Easy (1986)
- Barndommens gade (1986)
- Walter og Carlo - yes, det er far (1986)
- Kampen om den røde ko (1987)
- Isolde (1987)
- Russian pizza blues (1992)
- Det bli'r i familien (1993)
- Riget (1994)
- Riget II (1997)
- Den blå munk (1998}

### Eksperimentalfilm
- Det perfekte menneske (1968)
- Det gode og det onde (1975)
- Notater om kærlighed (1989)

### Tv-produktioner
Han medvirkede i en række tv-produktioner, herunder
- Ka' De li' østers? (1967)
- Huset på Christianshavn (1970) - småroller
- Fiskerne (1977)
- Ude på noget (1984)
- Nana (1988)
- Johansens sidste ugudelige dage (1988) - Johansen
- Mit liv som Bent (2001)